# Tjestnoje volsjebnoje
Tjestnoje volsjebnoje (russisk: Честное волшебное) er en sovjetisk spillefilm fra 1975 af Jurij Pobedonostsev.

## Medvirkende
- I. Fominskaya som Marina
- Andrej Vertogradov
- Margarita Zjarova
- Jlena Sanajeva
- Ivan Kosykh